# Famille Van Dievoet
Cette page explique l’histoire ou répertorie les différents membres de la famille Van Dievoet.
Pour les articles homonymes, voir Dievoet.
La famille Van Dievoet est une famille belge inscrite aux registres de la bourgeoisie de Bruxelles dès le XVIIe siècle et issue des sept Lignages de Bruxelles. Sa filiation suivie est établie depuis 1650. Elle forma à la fin du XVIIe siècle un rameau parisien connu sous le nom de Vandive, éteint en 1802.

## Origine

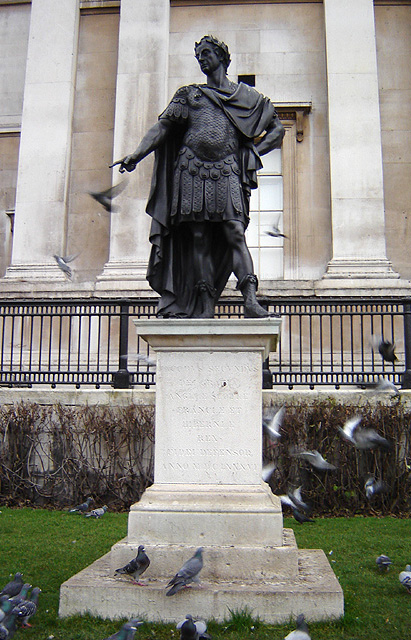
Statue de Jacques II, Trafalgar Square, Londres, par Pierre van Dievoet pour l'atelier de Grinling Gibbons, 1686.

Cette famille descend de Gilles van Dievoet, né en 1627 et décédé avant 1672, bourgeois de Bruxelles, qui avait épousé :
- en premières noces à Bruxelles, en l'église Notre-Dame-de-la-Chapelle, le 13 novembre 1650[9], Catherine Slachmeulder[10], enterrée à Bruxelles dans le cimetière du couvent des frères mineurs Récollets[11] le 24 juin 1660, et
- en secondes noces à Bruxelles en la collégiale de Sainte-Gudule, le 31 juillet 1660[12], damoiselle Gertrude Zeevaert, décédée à Bruxelles le 22 juillet 1705[13], enterrée le 24 suivant dans l'église de la Madeleine à Bruxelles[14].

## Généalogie
I. Gilles van Dievoet, épousa N***. Dont :
1) Gilles van Dievoet, suit sous II.
2) Jean van Dievoet.
II. Gilles van Dievoet, épousa N***. Dont :
1) Catherine van Dievoet, épousa   le 2 mai 1649 à Bruxelles, Saint-Michel et Gudule (témoins : Pierre Vander Elst et Paul Van Steenacker), Jean Vander Elst  né vers 1621.
2) Gilles van Dievoet, suit sous III.
3) Michel van Dievoet, mort le 10 novembre 1661 (Sainte-Gudule), épousa le 9 février 1653 à Bruxelles, église Sainte Catherine (témoins : Pierre Wets et Jean Vander Elst), Marie Vanden Eynden.
4) Jérôme van Dievoet, mort le 29 mai 1670 (La Chapelle), épousa le 2 juin 1658, à Bruxelles, église de la Chapelle (témoins : Jean Van Kelegom et Jean Van Dievoet), Marie de Mol.
5) Anne van Dievoet, fiançailles le 26 avril 1659 à Bruxelles, Sainte Gudule (témoins : Marie Vanden Eynden, Gilles Van Dievoet, Jean Vlogaert, Augustin Neetens, Catherine Vandevelde, Anne Hassaert), épousa le 4 mai 1659 à Bruxelles, collégiale Sainte Gudule, François Jacobs.
III. Sieur Gilles van Dievoet, né en 1627 et décédé avant 1672, bourgeois de la ville de Bruxelles, épousa en premières noces à Bruxelles, en l’église Notre-Dame de la Chapelle, le 13 novembre 1650, (tt. D. Jean Kelegom, Pierre Rossum, et plusieurs autres), Damoiselle Catherine Slachmeulder, fille de Marc Slachmolder et de Catherine Sarter, décédée à Bruxelles (Ste Gudule) le 24 juin 1660, rue de la Madeleine, près l'église de la Madeleine, enterrée dans le cimetière du couvent des Fransicains Récollets, et en secondes noces à Bruxelles à Sainte-Gudule, le 31 juillet 1660, (tt. Augustin Neetens, Jean Zeevart, frère de la future, François Jacobs, Nicolas van der Borcht, Joachim Zeevart, frère de la future, Marie de Smet, Carole La Croix, et Elisabeth Hannart), Damoiselle Gertrude Zeevaert, décédée à Bruxelles le 22 juillet 1705, rue de la Madeleine au « Roi d'Espagne », elle fut enterrée le 24 dito dans l’église de la Madeleine (service à seize prêtres), après s’être remariée le 28 août 1672 en l’église Saint-Géry (tt. Joachim Zeevaert et Pierre van Assche) avec Charles de Lens, bourgeois de Bruxelles et « mr cuyper » (maître tonnelier), décédé le 16 avril 1701 avec funérailles à Saint-Géry, enterré dans l’église.
Gilles van Dievoet eut de son premier mariage avec Catherine Slachmeulder trois enfants nés à Bruxelles :
1) Anne-Marie van Dievoet, qui épousa à Bruxelles, St-Géry, le 22 avril 1673 (tt. Gerard Stevens, Charles Delens, et d’autres), le Sieur Pierre Godo, né à Bruxelles (St-Géry), le 26 mai 1648, décédé à Bruxelles (St-Géry), le 13 juin 1695, fils de Pierre Godo et de Catherine Stevens, (conjoints mariés à N. D. de la Chapelle le 11 février 1638.), dont : Catherine et Jeanne Godo.
2) Philippe van Dievoet, dit Vandive, né à Bruxelles et baptisé à Sainte-Gudule le 9 janvier 1654 (ss. Philippe Slachmeulder et Catherine Verhasselt), enterré à Paris à Saint-Barthélemy, le 2 février 1738, bourgeois de Paris, marchand orfèvre et joaillier, Conseiller du Roi, Officier de la Garde-Robe du roi, syndic général des rentes de l’Hôtel de Ville de Paris, consul de Paris, grand garde du Corps des Orfèvres de Paris. Il épousa en premières noces Anne Martinot décédée en 1707, fille du fameux horloger Balthazar Martinot (1636-1716), écuyer, valet de chambre-horloger ordinaire de la reine Anne d’Autriche puis horloger ordinaire du roi, et d’Anne Belon. Philippe van Dievoet épousa en secondes noces en 1717, Catherine Lopinot, décédée quai des Orfèvres le 6 décembre 1735, dont il n’eut point d’enfants. La descendance de Philippe van Dievoet et Anne Martinot se continua à Paris sous le nom Vandivout puis Vandive.
3) Jean van Dievoet, né à Bruxelles et baptisé à Sainte-Gudule 19 juin 1660 (ss. Jean Gilio et Lambertine van Nuwenhueven). Il coûta la vie à sa mère qui mourut le 24 juin suivant.
Gilles van Dievoet eut de son second mariage avec Gertrude Zeevaert, trois enfants nés à Bruxelles :
4) Pierre van Dievoet, né à Bruxelles et baptisé à Sainte-Gudule le 29 juin 1661 (ss. le jurisconsulte Pierre Stockmans, conseiller de Brabant, et Damoiselle Marie de Smet), bourgeois de la ville de Bruxelles, célèbre sculpteur bruxellois, après un séjour en Angleterre, où il fut disciple de Grinling Gibbons, revint à Bruxelles lors de la révolution de 1688. Doyen des Quatre-Couronnés à Bruxelles en 1703, marguillier de Sainte-Gudule, doyen puis octovir de la gilde drapière (1713 à 1723) et conseiller de la ville de Bruxelles (1723 à 1724). 
Il épousa à 36 ans, en l'église Saint-Jacques-sur-Coudenberg à Bruxelles, le 19 juin 1697 (tt. Pierre Grenus et François Thibaut), Dorothée de Witte, âgée de 48 ans, née le 22 juin 1649 et morte en 1718, veuve avec plusieurs enfants de Jacques van der Borcht, fabricant de fils d’or et d’argent. Elle était fille de Jean-Charles de Witte, et de Dorothée van Buyseghem dit Buys, issue des lignages Sweerts et Sleeus. Pierre van Dievoet mourut le 2 mars 1729, à Bruxelles en son domicile, la maison du Marché aux Herbes ("Gersemerkt") appelée « l'Aisguière d'Or » ou « de Gulde Lampet » située à gauche de la maison "Wit Vosken" formant l'angle avec la rue de la Putterie, rue disparue. Il n'eut point d'enfants.
5) Jean-Baptiste van Dievoet, qui suit sous IV.

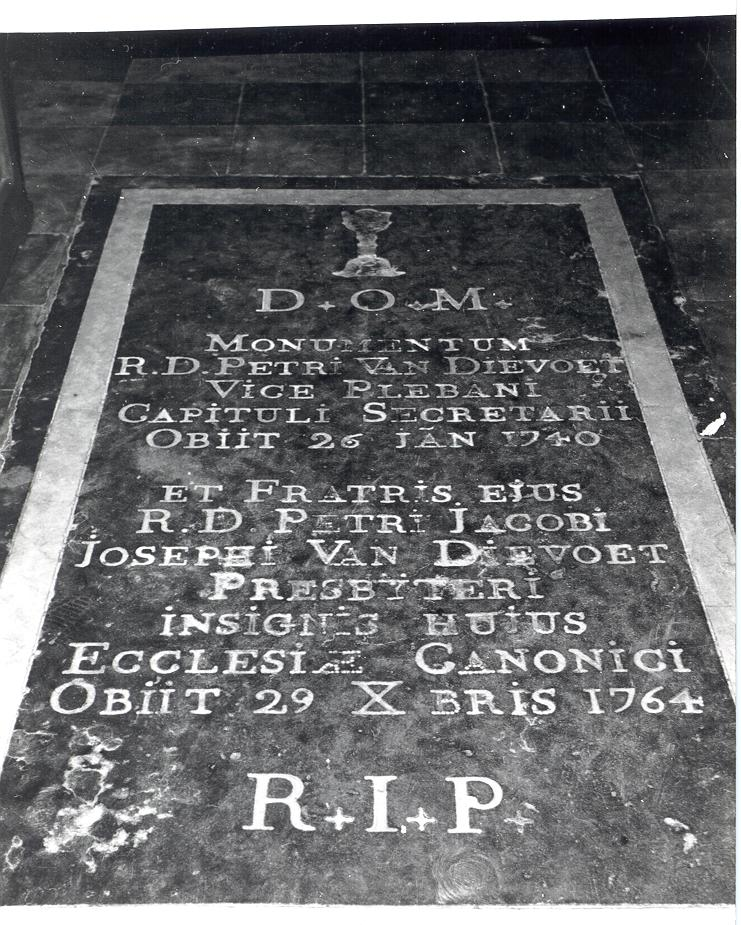
Tombe dans la Collégiale Saints-Pierre-et-Guidon d'Anderlecht de Pierre Van Dievoet (1697-1740), vice-pléban et secrétaire du chapitre d'Anderlecht, et de son frère le chanoine Pierre-Jacques-Joseph Van Dievoet (1706-1764).

6) Nicolas Charles van Dievoet, bourgeois de la ville de Bruxelles, cité en 1702 comme habitant place de la Vieille Halle aux Blés « Inden Pellicaen » (« au Pélican »), il habita ensuite rue du Chêne « in den Engel » (Maison de l'Ange), négociant en vins, doyen de la corporation des marchands de vin (« Wijntaverniers ambacht »), nation Saint-Jacques, en 1711, fut baptisé à Sainte-Gudule le 7 mai 1669 (ss. Nicolas van der Borcht et Godelieve Zeevaert) et mourut le 6 janvier 1735 avec funérailles le 14 en l’église de la Chapelle, enterré dans l’église, épousa à Ste-Gudule le 25 avril 1700 (tt. Pierre van Dievoet et Henri de Nayere), Anne de Smet, fille de Charles de Smet et de Catherine Aertssens, fille de Sr. Léonard Aertssens, distillateur de brandevin, né à Anvers, et de damoiselle Marie Mertens, et petite fille de feu Peeter Aertssens.
IV. Jean-Baptiste van Dievoet, bourgeois de la ville de Bruxelles, négociant en vins, admis à la maîtrise 4 juillet 1696, après avoir fait son apprentissage dans le Métier des Vins (Wijntaverniers ambacht) auprès du Sr. Laurent De Hulster, et maître de la corporation des tonneliers, doyen de la Corporation des Tonneliers en 1703, maître d'église (marguillier) de Sainte-Gudule en 1706, baptisé à Sainte-Gudule le 6 mars 1663 et mort dans sa ville natale le 4 avril 1751 au Marché aux Fromages, dans la grande et belle maison appelée « Den Eyseren Draeck » ("Le Dragon de fer") ou « Den Draeck » qu'il y avait fait édifier en 1709. Il habitait auparavant rue de la Madeleine, la maison appelée « Den Coninck van Spanien » "le Roi d'Espagne"). Les funérailles avec service à seize prêtres, eurent lieu en l'église des Récollets, où il fut enterré dans la tombe familiale située devant l'autel de Saint-François. Il avait épousé à Bruxelles à Saint-Jacques-sur-Coudenberg, le 7 juin 1696, Anne van der Borcht, baptisée à Sainte-Gudule le 16 avril 1670, morte le 26 septembre 1707 et enterrée dans le caveau situé dans l'église des Récollets, fille de Jacques van der Borcht et de Dorothée de Witte (qui épousera en secondes noces le sculpteur Pierre van Dievoet, frère de Jean-Baptiste). Jean-Baptiste van Dievoet épousa en secondes noces à Sainte-Gudule le 16 novembre 1709, Suzanne van der Bierstraete, veuve de Jean-Baptiste Seghers, apothicaire, fille de Léonard van der Biestraeten et de Josine van Schoonendonck, décédée le 16 décembre 1732 dont il n'eut point d'enfants.
Par son codicille du 4 décembre 1742, Jean-Baptiste van Dievoet ordonna à ses descendant à perpétuité, en en donnant le soin et la direction chaque fois à l'aîné de ses descendants, et ainsi de suite sans interruption, de célébrer à son intention le jour de l'anniversaire de son décès, qui surviendra le 4 avril 1751, une messe avec distribution de pain et d'argent aux pauvres.
Jean-Baptiste van Dievoet et Anne van der Borcht eurent neuf enfants, tous nés à Bruxelles rue de la Madeleine, en la maison appelée « Den Coninck van Spanien » :
1) R. D. Pierre van Dievoet, né le 3 mars 1697 (ss. Pierre van Dievoet et Dorothée de Witte), inscrit à la Pédagogie du Château de l’Université de Louvain en 1714-1715, il suivit les cours de la faculté de droit civil, fut prêtre, vice-pléban à Anderlecht, secrétaire du chapitre d'Anderlecht, décédé à Anderlecht le 26 janvier 1740 et enterré dans l'église d'Anderlecht.
2) Gertrude van Dievoet, née le 24 mars 1698 (ss. Jean-Charles van der Borcht et Gertrude Zeevaert) et décédée célibataire le 1er avril 1731 au Marché-au-Fromage. Funérailles le 3 dito aux Récollets.
3) Catherine van Dievoet, née le 12 avril 1699 (ss. Pierre van der Borcht et Catherine Baeyens), décédée célibataire et enterrée le 4 octobre 1745 dans la tombe familiale dans l'église des Récollets. Elle habitait rue du Long Chariot.
4) Sœur Dorothée-Philippine van Dievoet, née le 21 novembre 1700 (ss. Philippe de Becker et Dorothée de Witte), religieuse bénédictine à l'abbaye de Cortenberg, décédée le 1er mai 1722.
5) Anne-Marie van Dievoet, née le 23 mai 1702 (ss. Pierre van Dievoet et Anne-Marie de Smet), décédée à Bruxelles, demeurant Marché au Bois, le 7 avril 1792, avec enterrement avec seize prêtres le 10 avril 1792 à Sainte-Gudule et funérailles à Sainte-Gudule avec seize prêtres le 16 avril 1792. Elle épousa à Ste-Gudule le 13 mars 1746 (tt. Philippe van der Borcht et Denys Suys), Jean-Noël Bodesse, notaire à Bruxelles, admis par le Conseil de Brabant le 25 février 1734, procureur postulant par-devant ledit conseil et mayeur de Jauche, né à Jauche, baptisé le 25 décembre 1704 en l’église Saint-Martin (ss. Jean Scaltin et Marie Augustine Bodes au nom de Marie Françoise de Hemptines) et décédé à Jauche (Brabant wallon) le 13 mars 1772, enterré dans l’église Saint-Martin, fils de Charles Bodes et Marie Catherine de Hemptinne. Ils n'eurent point de progéniture. Anne-Marie van Dievoet et Jean-Noël Bodesse testèrent mutuellement le 4 octobre 1760 demeurant alors en leur maison sur le Vieux Marché.
6) Marie-Anne-Thérèse van Dievoet, née le 12 juin 1703 (ss. Michel van der Borcht et Marie Anne van der Borcht), décédée à Bruxelles le 17 décembre 1738 aux Récollets le 20 dito (service à seize prêtres), épousa en l'église de Saint-Nicolas le 27 décembre 1727 (tt. Jean-Baptiste van Dievoet et Ignace van den Velde), Jean-François vanden Velde, reçu maître orfèvre le 25 avril 1725, doyen de la corporation des orfèvres de 1742 à 1745, Nation Notre-Dame. Ils eurent huit enfants, tous religieux et religieuses, notamment aux Riches-Claires, à l'exception de Pierre-Jacques-Joseph van den Velde, apprenti chez son père le 20 juillet 1742, reçu maître le 21 avril 1762, doyen de la Corporation des Orfèvres en 1776 et 1782-1783 et octovir de la gilde drapière de 1788 à 1790 qui épousa Anne de Cachiopin et en eut plusieurs enfants, notamment François-Joseph van den Velde qui était platineur rue de la Révolution et qui épousa à Bruxelles l'an X Marie de Blaes.
7) Jean-Baptiste van Dievoet, suit sous V.
8) R. D. Pierre-Jacques-Joseph van Dievoet, né à Bruxelles le 12 février 1706 (ss. R.D. Pierre Petit, prêtre et Jeanne Antoni), inscrit à la Pédagogie du Château de l’Université de Louvain en 1725-1726, suivit les cours de la Faculté des Arts, prêtre et chanoine au chapitre Saint-Pierre d'Anderlecht, dont il fut trésorier, mort à Anderlecht 29 décembre 1764 et inhumé dans la collégiale Saint-Pierre dans le même caveau que son frère Pierre van Dievoet, secrétaire du chapitre.
9) Nicolas van Dievoet, né 19 septembre 1707 (ss. Nicolas van Dievoet et Marguerite Caroline vanderBorcht), enterré le 25 septembre 1708 dans la chapelle de la Madeleine.
V. Jean-Baptiste van Dievoet, fils de Jean-Baptiste et d'Anne van der Borcht, négociant en vins, doyen de la corporation des marchands de vin, Nation Saint-Jacques, en 1742 et 1756, et maître (proviseur) des pauvres à la Suprême Charité de la paroisse Saint-Nicolas, baptisé à Ste-Gudule le 30 mai 1704 (ss. Jean Prévost et Catherine Bayens), décédé à Bruxelles « in den Draeck » le 9 janvier 1776 et enterré le 13 courant dans l'église des Récollets (Service à seize prêtres). Il épousa à Bruxelles à Saint-Géry, le 27 décembre 1739 (tt. R.D. Jacques van Dievoet et Lambert van der Meulen), Élisabeth van der Meulen, baptisée à Saint-Géry le 24 janvier 1720 (ss. Philippe, baron de Villegas, Marguerite Spoelbergh), fille de Lambert van der Meulen et d'Elisabeth Cosijns, petite-fille de Francis van der Meulen et de Pétronille de Bleser, arrière-petite-fille de Jean van der Meulen et d'Elisabeth Govaerts, arrière-arrière-petite-fille de Francis van der Meulen et d'Anne de Beckers, ce dernier, fils d'Ingelberts van der Meulen (fils de Vranck van der Molen et de Gudule Comperis) et de Cathelyne Verluytgaerde dit Winnepenninckx. Les van der Meulen étaient négociants en poissons d'eau douce au Visscher Zenne, la plupart étaient doyens de la corporation des poissonniers d'eau douce. Ils possédaient un grand nombre de viviers et d'étangs, notamment dans la forêt de Soignes. Elisabeth van der Meulen femme de Jean-Baptiste van Dievoet, possédait les célèbres étangs des Enfants noyés, c'est elle qui les vendit à l'État en 1744. Elle acquit d'autre part par transmission successorale, le fief du Roetaert à Uccle-Stalle qui, après sa mort, passa à sa descendance.Sa nièce Catherine-Josine van der Meulen, épousa le docteur Martin van der Belen, primus de l'Université de Louvain. Élisabeth van der Meulen, épouse de Jean-Baptiste van Dievoet, décéda « in den Draeck » le 16 juin 1769. Les funérailles avec seize prêtres, suivies de l'inhumation en l'église des Récollets, sous la dalle familiale, eurent lieu le lundi 19 à dix heures et demie.
VI. Jean-Baptiste van Dievoet, fils de Jean-Baptiste van Dievoet et d'Élisabeth van der Meulen, négociant en vins, reçu maître en la corporation des marchands de vin le 26 mai 1774 et maître en la corporation des tonneliers le 28 février 1777, né à Bruxelles le 24 janvier 1747, baptisé à Saint-Nicolas (ss. Jean-Baptiste van Dievoet et Suzanne van der Meulen) et décédé à Bruxelles le 30 décembre 1821 demeurant rue des Sœurs-Noires, section 3, no 946. Il fut franc-maçon, membre de la Loge de « La constance de L'Union », constituée en 1769. Il épousa en premières noces à Bruxelles à Sainte-Catherine le 12 septembre 1774 (tt. Jean-Louis Lambrechts père de la future et Jean-Baptiste van Dievoet, père du futur), Anne-Marie Françoise Lambrechts, fille de Jean-Louis Lambrechts, bourgeois de Bruxelles, négociant en épices et raffineur de sucre, et de Marie François, née à Bruxelles le 22 février 1753, baptisée à Sainte-Catherine (ss. Gérard-Joseph Galliau et Anne-Marie-Françoise Lambrechts), décédée à Bruxelles le 23 septembre 1781 «in den Draeck» et enterrée dans l'église de Saint-Nicolas (Service à seize prêtres). Jean-Baptiste van Dievoet épousa en secondes noces à Bruxelles en l'église de Saint-Géry le 9 août 1784 (tt. Jean-François (sic) van den Velden père de la future et Jean-Louis Lambrechts), Marie-Pétronille-Catherine Van den Velden, née à Bruxelles, baptisée le 23 février 1751 à Saint-Géry et décédée à Bruxelles le 2 juin 1836, fille de Jean-Baptiste-Dominique et de Marie-Catherine-Claire Huybrechts.

## Tombe familiale dans l'église des Récollets
Cette tombe était située dans l'église des Récollets en face de l'autel de Saint-François.
D.O.M.
MONUMENTUM
JACOBI VAN DER BORCHT
ET
DOROTHEAE DE WITTE
SVAE VXORIS
NEC NON
JOANNIS BAPTISTAE
VAN DIEVOET
ET
ANNAE VAN DER BORCHT
CONJUGUM
AC POSTERORUM
R.I.P.

## Anoblissements en France

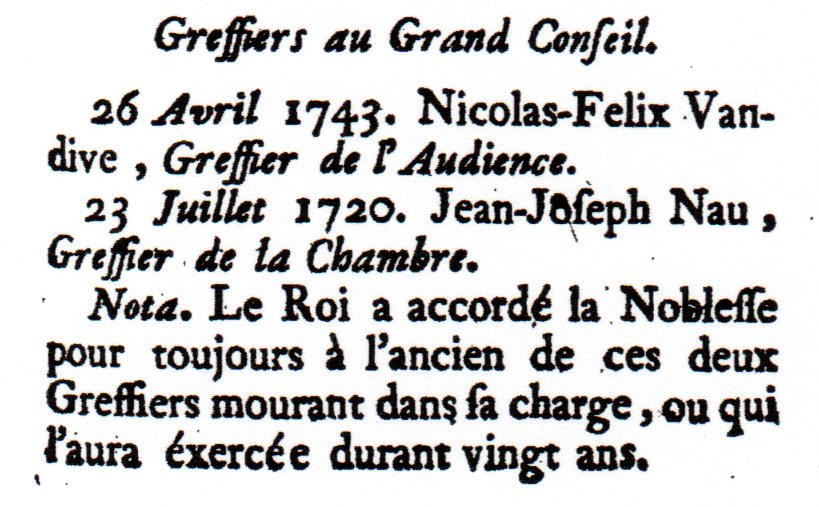
1743 : Greffiers au Grand Conseil. 26 avril 1743. Nicolas-Felix Vandive, Greffier de l'Audience. Le Roi a accordé la Noblesse pour toujours à l'ancien de ces deux Greffiers mourant dans sa charge, ou qui l'aura exercée durant vingt ans.

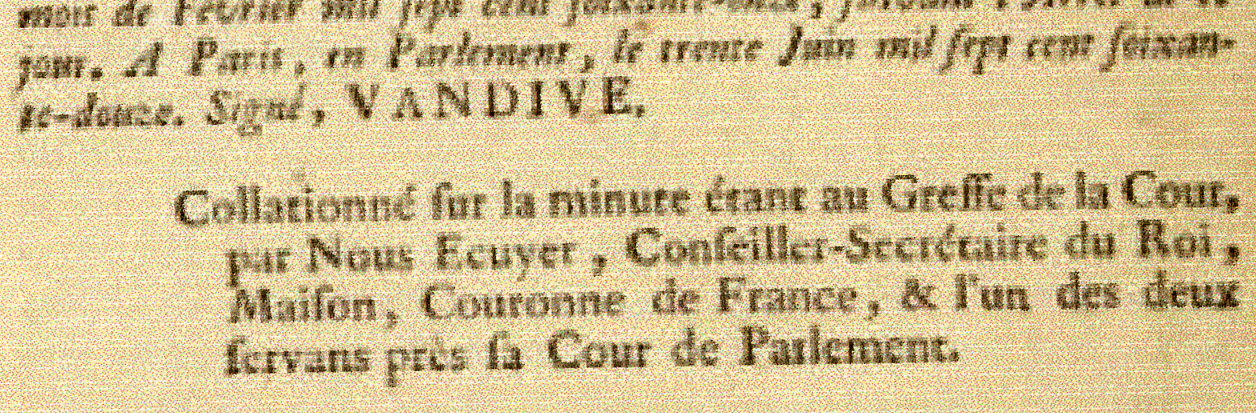
Exemple imprimé d'explicit dans un document du Parlement de Paris signé par Nicolas Félix van Dievoet dit Vandive, Écuyer, Conseiller-Secrétaire du Roi, Maison, Couronne de France, et l'un des deux servans près la Cour de Parlement.

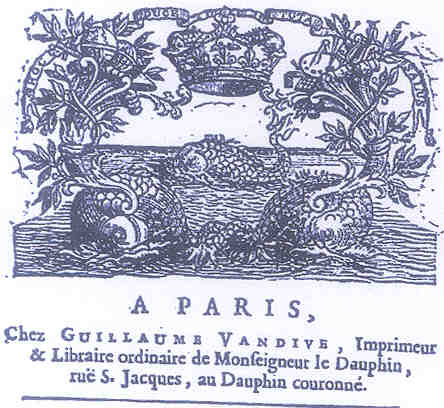
Marque typographique de Guillaume van Dievoet dit Vandive, imprimeur libraire de Monseigneur le Dauphin, avec sa devise personnelle : « HOC DUCE TUTA SALUS », 1704.

La famille Van Dievoet forma un rameau établi à Paris à la fin du XVIIe siècle. Deux de ses membres bénéficièrent d'anoblissements personnels ou héréditaires, par fonction ou par charge. Ce rameau s'éteignit en 1802.
- 1680 : noblesse personnelle avec le titre d'écuyer pour l'orfèvre Philippe van Dievoet, conseiller du roi[77],[7], en tant qu'officier de la Garde-Robe du Roi[78] de 1680 jusqu'en 1711.
- 1743 : noblesse héréditaire pour Nicolas Félix van Dievoet dit Vandive, greffier de l'Audience au Grand Conseil, entré en charge le 26 avril 1743, ce qui lui conféra la noblesse héréditaire dès 1763 après une ancienneté de vingt ans (principe de noblesse en 1743)[79]: "Le Roi a accordé la Noblesse pour toujours à l'ancien de ces deux Greffiers mourant dans sa charge, ou qui l'aura exercée durant vingt ans"[80].
- 1771 : Ce même Nicolas Félix van Dievoet dit Vandive exerça également la charge anoblissante de conseiller-notaire-secrétaire du roi Maison et Couronne de France près la Cour de Parlement. (Lettres de Commission du mois d’avril 1771 et lettres de provision du 9 mars 1774)[d].

## Personnalités et membres notables
- Philippe van Dievoet (1654-1738)[81], conseiller du roi, orfèvre du roi Louis XIV et consul de Paris.
- Guillaume van Dievoet dit Vandive (1680-1706), imprimeur du Dauphin.
- Balthazar Philippe van Dievoet dit Vandive[82], orfèvre et consul de Paris.
- Nicolas Félix van Dievoet dit Vandive, écuyer, avocat au Parlement de Paris, greffier de l'Audience au Conseil du Roi, conseiller-secrétaire du roi Maison et Couronne de France.
- Pierre Van Dievoet, (1661-1729), le célèbre sculpteur bruxellois[7], conseiller de la Ville de Bruxelles de 1723 à 1724[25].
- Pierre van Dievoet (1781-1825), artiste-musicien[83].

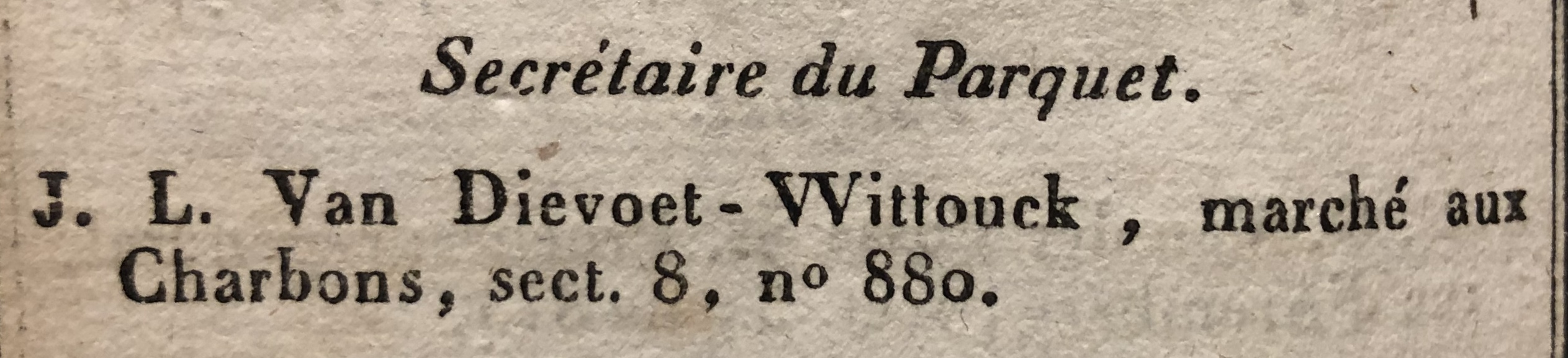
Jean-Louis Van Dievoet (1777-1854), époux de Jeanne Wittouck, dans l' Almanach Royal du Royaume des Pays-Bas de 1826.

- Jean-Louis van Dievoet (1777-1854), secrétaire du Parquet de la Cour de Cassation.
- Auguste van Dievoet (Bruxelles, 3 mai 1803 - Bruxelles, 31 octobre 1865), époux d'Antoinette Coniart (1819-1885), docteur en droit de l'Université d'État de Louvain, historien du droit, jurisconsulte et avocat à la Cour de cassation, magistrat, juge suppléant au tribunal de première instance de Bruxelles, membre du conseil de l’ordre des avocats de 1838 à 1848, membre du Conseil de Discipline des avocats près la Cour de cassation, membre du conseil supérieur de l'École centrale du commerce et de l'industrie[84]. Auguste Van Dievoet figure avec ses confrères Auguste Orts et Hubert Dolez parmi les plus éminents avocats de son temps. Auguste van Dievoet est membre aussi de la "Société pour la propagation des bons livres"[85], il est créateur en 1842 de la bibliothèque du barreau de Bruxelles[86], membre de la Société des douze.
- Eugène van Dievoet (1804-1858), juge au tribunal de Commerce de Bruxelles[87].

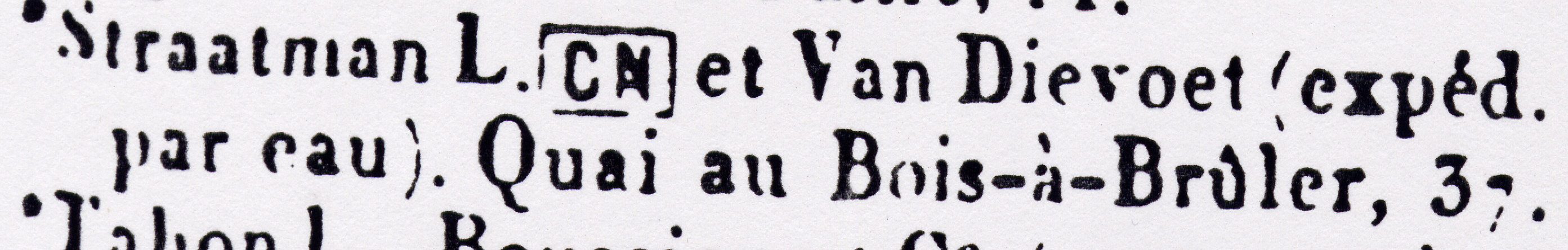
Annuaire du Commerce et de l'Industrie, Bruxelles, année 1870 : Lambert Straatman CN (Commerçant Notable) et Léon Van Dievoet (expéditeurs par eau), Quai au Bois-à-Brûler, 37.

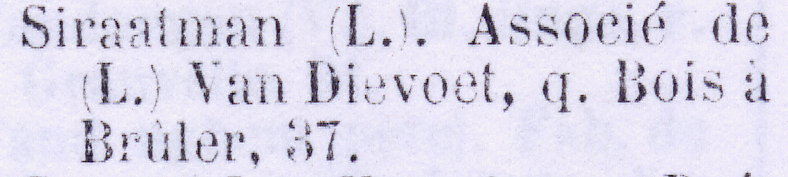
Annuaire du Commerce et de l'Industrie, Bruxelles, année 1880 : Straatman (Lambert). Associé de Léon Van Dievoet, quai au Bois à Brûler, 37.

- Léon van Dievoet (1838-1908), armateur à Bruxelles, associé de Lambert Straatman.
- Camille van Dievoet (Bruxelles, 1842- Paris, 1931), agent de la Banque Nationale de Belgique[88], à Péruwelz (1883-1888), Saint-Nicolas (1888-1889), Courtrai (1889-1896) et Charleroi (1896-1910), chevalier de l’ordre de Léopold, Croix Civique de 1re Classe, Médaille Commémorative du règne de Léopold II.
- Jules Van Dievoet (1844-1917), docteur en droit de l'Université libre de Bruxelles, avocat à la Cour de Cassation de Belgique[7], époux de Marguerite Anspach (1852-1934), fille de Jules Anspach bourgmestre de Bruxelles.
- Eugène Van Dievoet (1862-1937), architecte, major du génie, officier de l’ordre de la Couronne, chevalier de l'ordre de Léopold à titre militaire, Médaille commémorative du règne de Léopold II, Croix militaire de 1re classe
- Henri Van Dievoet (1869-1931), architecte[7].
- Gabriel Van Dievoet, (1875-1934), décorateur Art nouveau[7].
- Édouard van Dievoet[89] (Bruxelles, 10-06-1875, Paris, 8-06-1961), docteur en droit et en sciences politiques et administratives de l'Université de Gand, secrétaire général et directeur à la Compagnie des wagons-lits et des grands express européens, membre de la cour d'arbitrage de la Chambre de Commerce Internationale, membre de la Société des études Staëliennes, membre des Amis de Versailles, officier de l'ordre de la Couronne de Belgique, chevalier de l'ordre de Léopold, officier de la Légion d'honneur[90].

- Georges van Dievoet (1876-1932), ingénieur, administrateur de sociétés, délégué du Comité National de la province de Namur pendant la guerre de 14-18[91], chevalier de l'ordre de Léopold.

- Jules Édouard van Dievoet (1878-1941), docteur en droit de l'Université libre de Bruxelles, avocat à la Cour d’Appel de Bruxelles, chevalier de l’ordre de Léopold, Médaille de la Victoire, Médaille commémorative de la guerre 1914-1918.

- Albert van Dievoet[92] (1886-1980), d'abord chroniqueur artistique et économique à "L'Expansion belge, revue mensuelle illustrée" jusqu'en 1909, puis directeur général à Bruxelles de la Compagnie des wagons-lits et des grands express européens[93], directeur de Thomas Cook & Sons, S.A., administrateur de l'association des descendants des lignages de Bruxelles, vice-président de la Fraternelle des 5e, 11e et 17e régiments d'artillerie, commandeur de l'ordre de Léopold II, officier de l'ordre de Léopold, Croix de guerre 14-18 avec lion de bronze, Croix du Feu, Médaille de la Victoire, médaille d'Honneur de l'U.F.A.C[94], officier de la Légion d'honneur, commandeur de l'ordre royal du Mérite de Bulgarie, commandeur de l'ordre d'Adolphe de Nassau (Luxembourg).

- Paul van Dievoet (1896-1947), architecte, architecte de la commune de Schaerbeek[95],[96].

- Germaine van Dievoet (1899-1990), championne belge de natation, médaille de bronze du Mérite Sportif, participa aux Jeux olympiques d'Anvers de 1920.

- Pierre van Dievoet (1904-1982), ingénieur A.I.A., commandant (hre.) de réserve, capitaine de la Résistance, adjudant S. R. A., membre de l'Armée secrète (belge), Escadron Brumagne, chef d'État Major adjoint de la Zone III de l'Armée Secrète (Flandre)[97], officier de l’ordre de la Couronne, chevalier de l’ordre de Léopold, Médaille de la Résistance, Étoile de Service au Congo Belge.
- Léon van Dievoet (1907-1993), architecte, premier vice-président fondateur de la S.A.D.Br. en 1936, chevalier de l'ordre de Léopold et chevalier de l'ordre de la Couronne.
- René van Dievoet (1908-1978), sculpteur[98], ancien élève de l'Académie royale des beaux-arts de Bruxelles (atelier Rombaux) et de l'Académie de Saint-Gilles (atelier Léandre Grandmoulin).
- Jean-Paul van Dievoet (1928-2005), ingénieur électricien mécanicien AIrBr et ingénieur en constructions navales AILv, directeur général[99],[100],[101] de la Belgonucléaire S.A., président de Transnubel, vice-président d'INB (Kalkar), président de la Belgian Nuclear Society (BNS), vice-président du Committee for Nuclear development and the Fuel Cycle (NDC) of OECD-NEA, président et honorary fellow de la société nucléaire européenne (ENS)[102],[103], vice président honoraire de Belgatom, Chairman de l'International Nuclear Societies Group (INSC)[102],[103], officier de l’Ordre de Léopold[104].
- Florence van Dievoet née Descampe (1969-), ancienne golfeuse professionnelle belge.

## Portraits

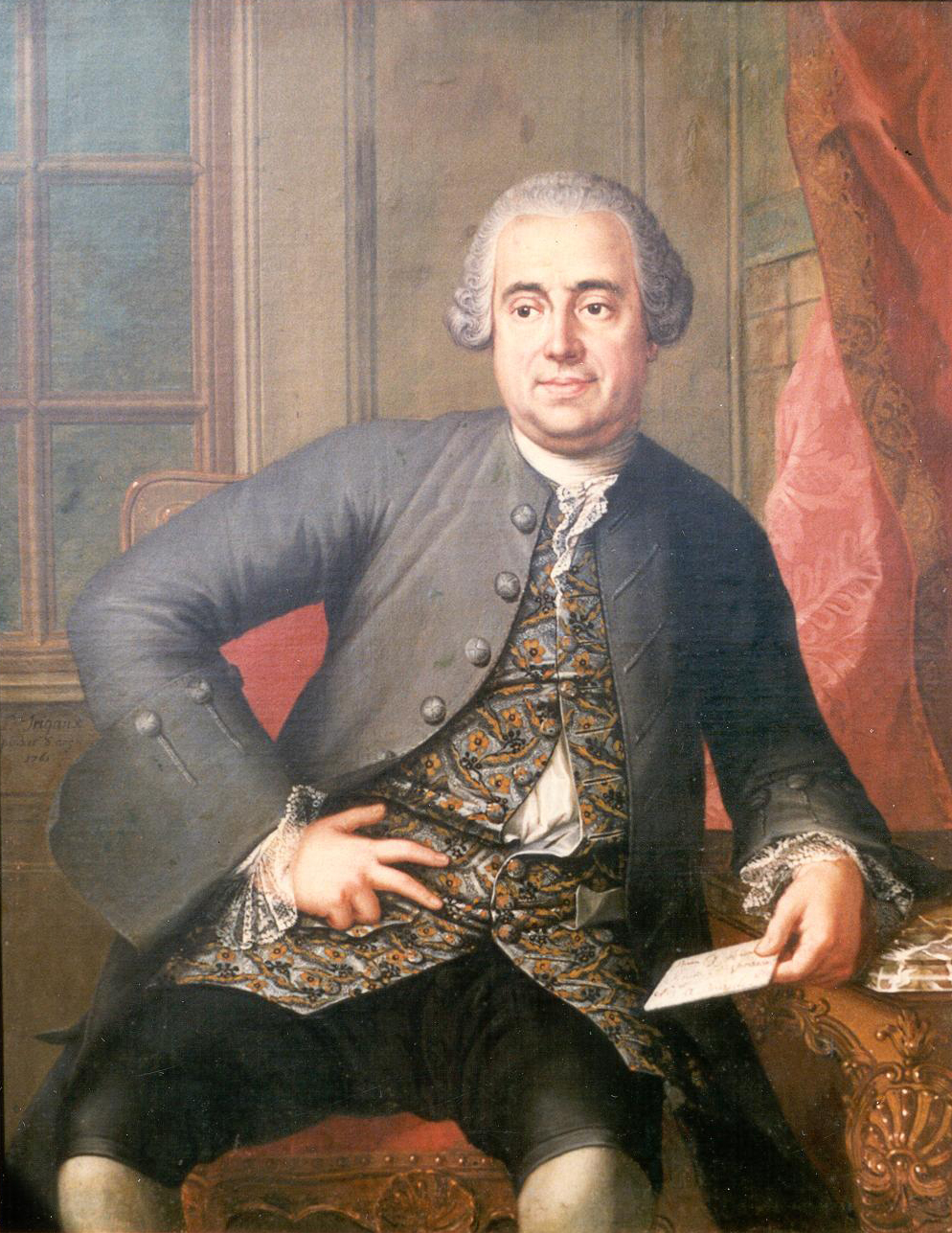
Jean-Baptiste van Dievoet (1704-1776), époux d'Élisabeth Van der Meulen (huile par Trigaux, 1761)
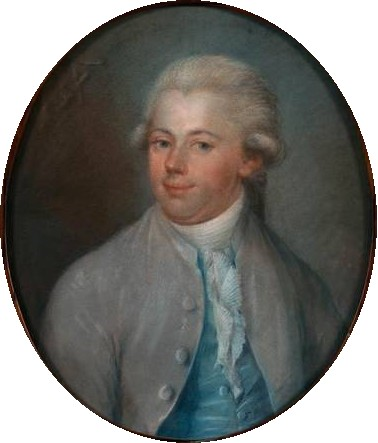
Jean-Baptiste van Dievoet (1747-1821), époux d'Anne-Marie Lambrechts (pastel 1774)
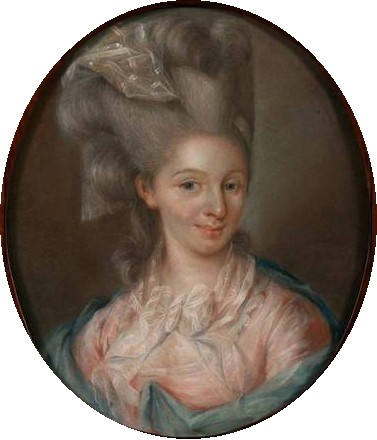
Anne-Marie Lambrechts (1753-1781), épouse de Jean-Baptiste van Dievoet (1747-1821) (pastel 1774)
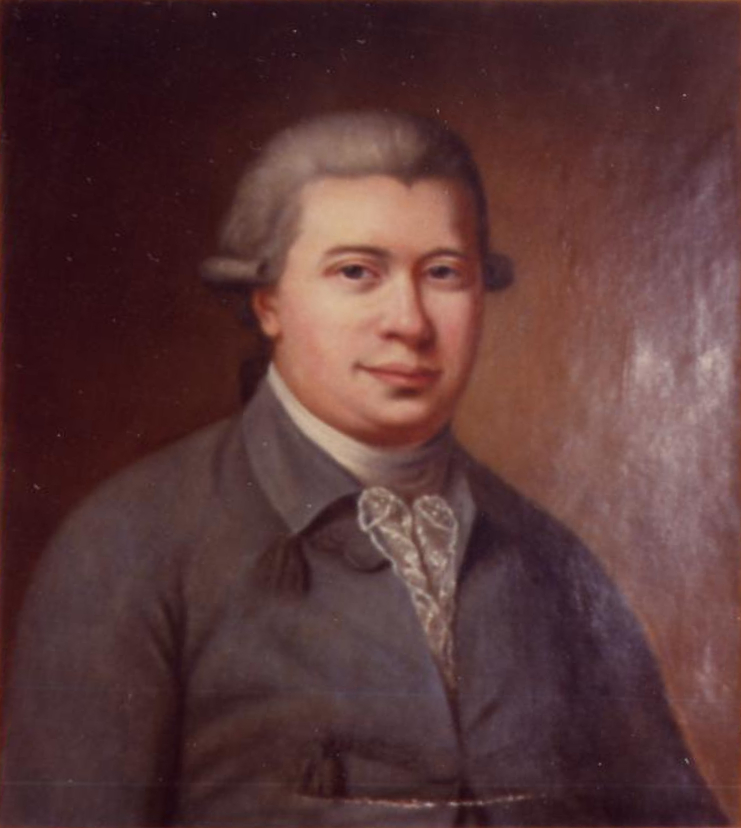
Jean-Baptiste van Dievoet (1747-1821), époux d'Anne-Marie Lambrechts, huile vers 1787.
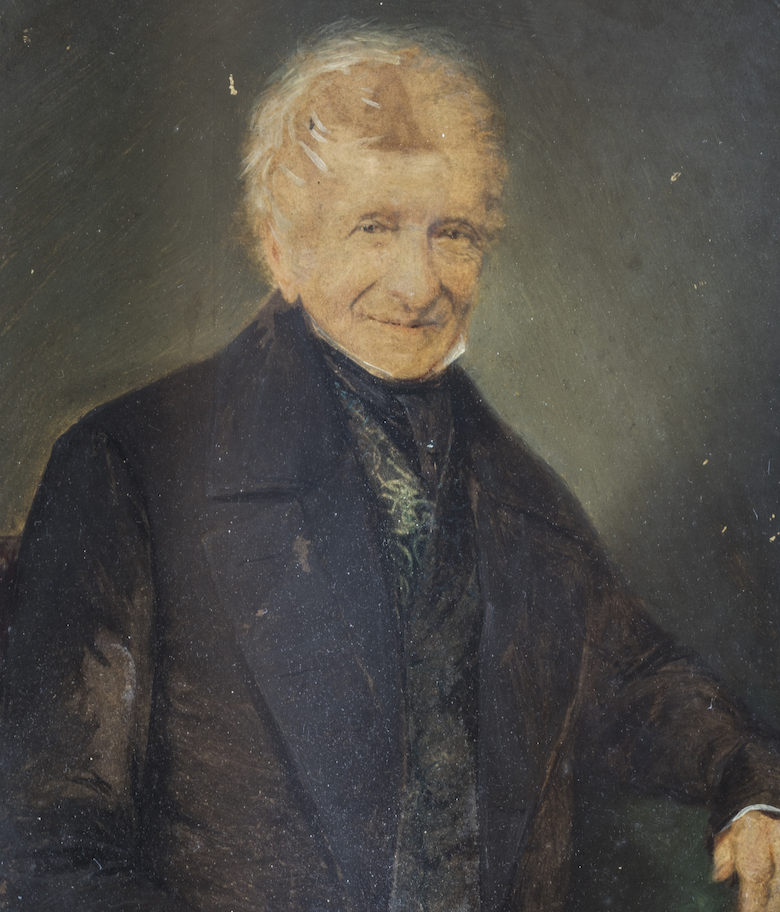
Jean-Baptiste van Dievoet (1775-1862), J.U.L[105] , époux de Catherine-Jeanne Cuerens[106] (1781-1823), fils de Jean-Baptiste et d'Anne-Marie Lambrechts (portrait par Ignace Brice, 1856).
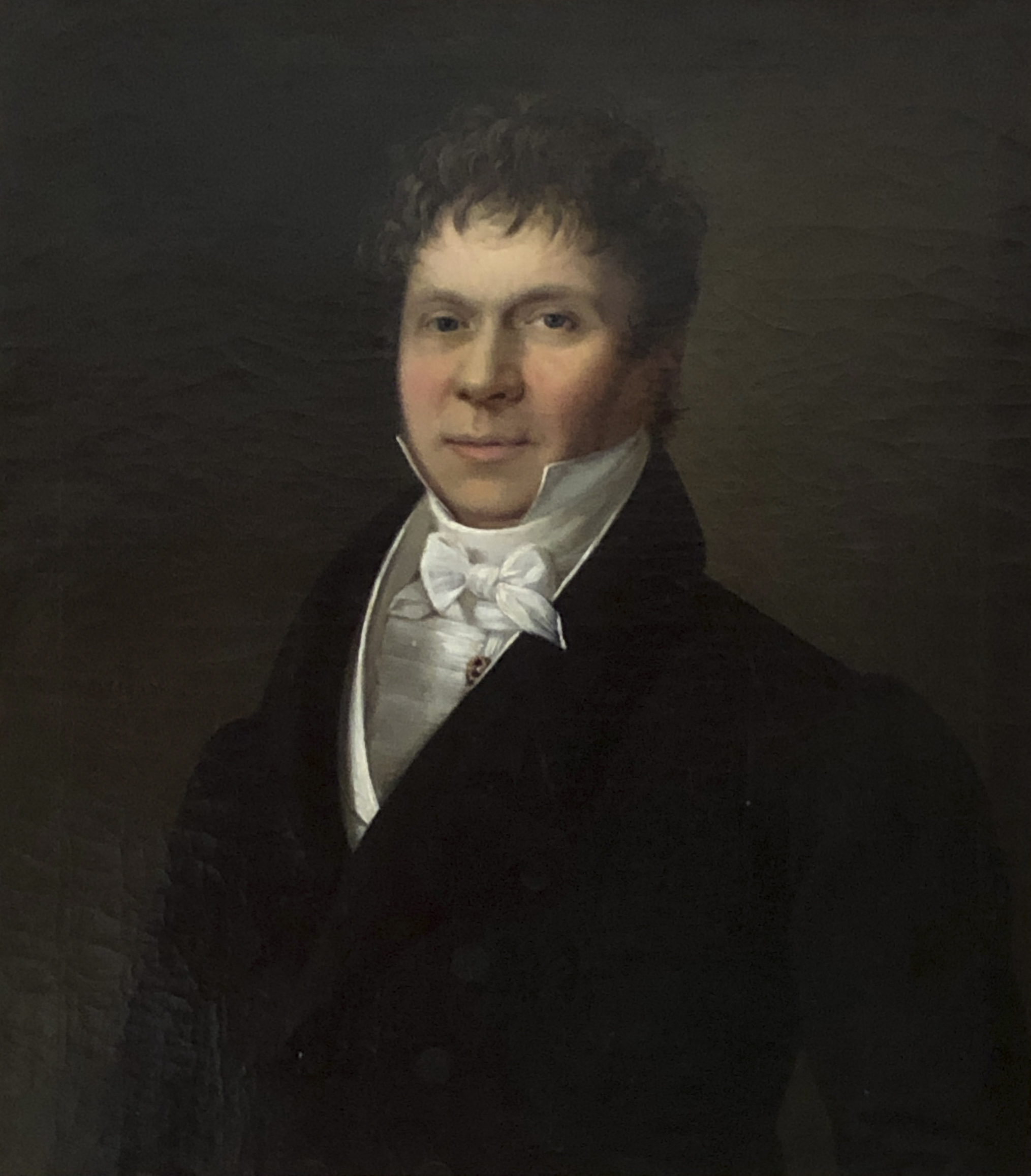
Jean-Louis van Dievoet (1777-1854), secrétaire du Parquet de la Cour de Cassation à Bruxelles, époux de Jeanne Wittouck, fils de Jean-Baptiste van Dievoet et d'Anne-Marie Lambrechts (portrait par Ignace Brice, 1826).
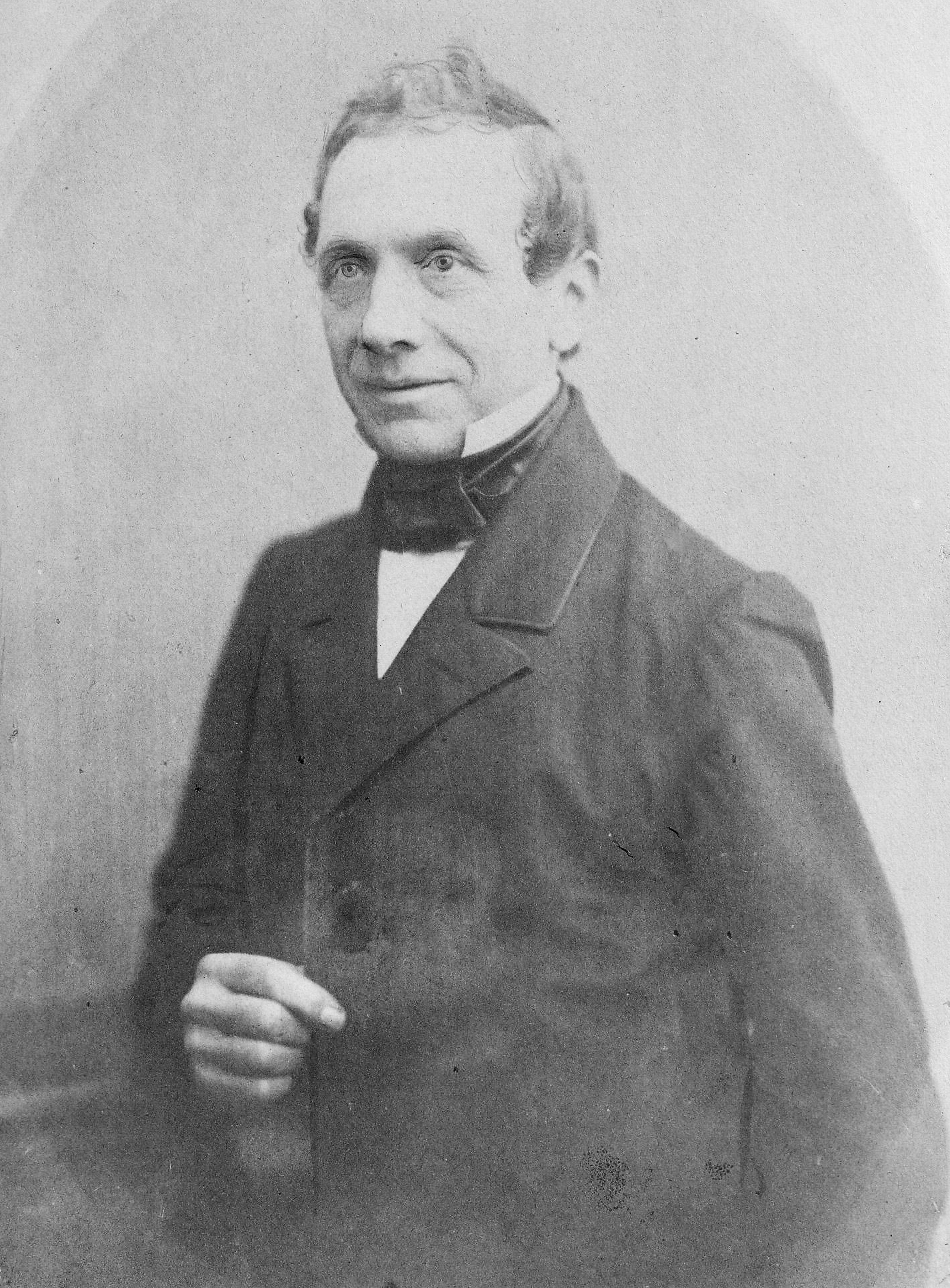
Auguste van Dievoet (1803-1865), avocat à la Cour de cassation, époux d'Antoinette Coniart (1819-1885)
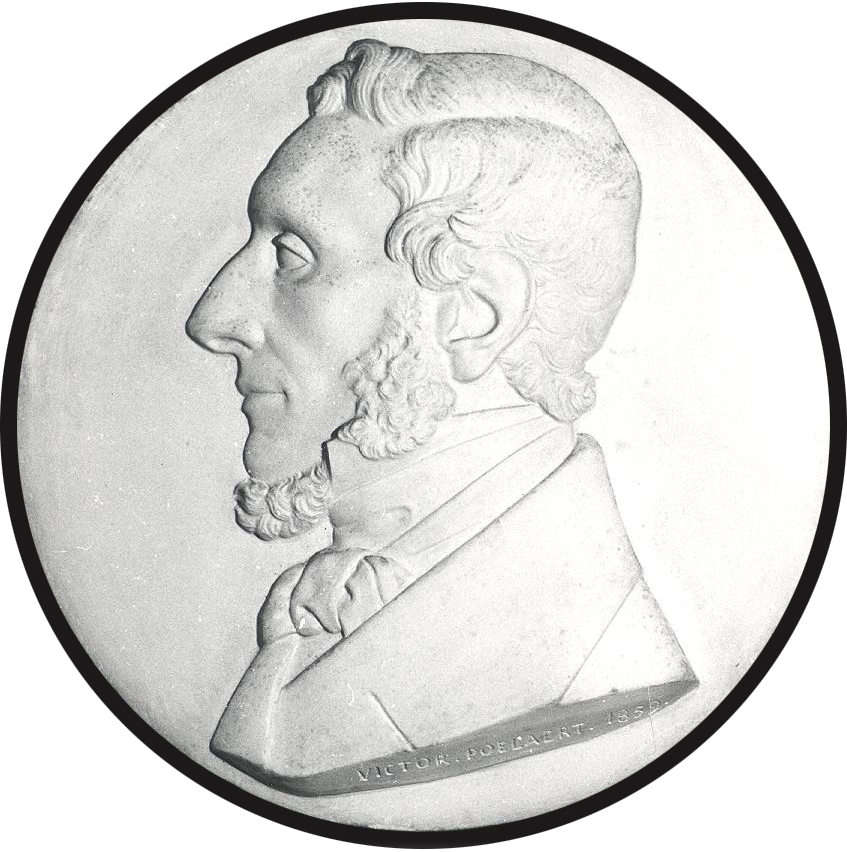
Eugène van Dievoet (1804-1858), juge au tribunal de Commerce de Bruxelles, époux de Hortense Poelaert (1815-1900), sœur de l'architecte Joseph Poelaert (sculpture par Victor Poelaert).
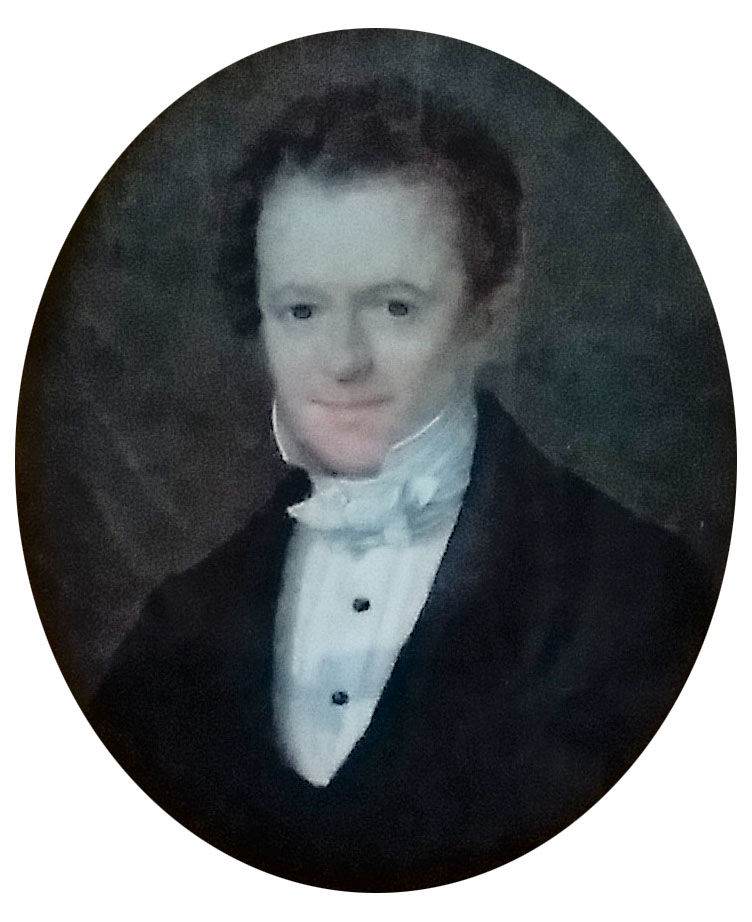
Eugène van Dievoet (1804-1858), portrait en miniature, vers 1854.
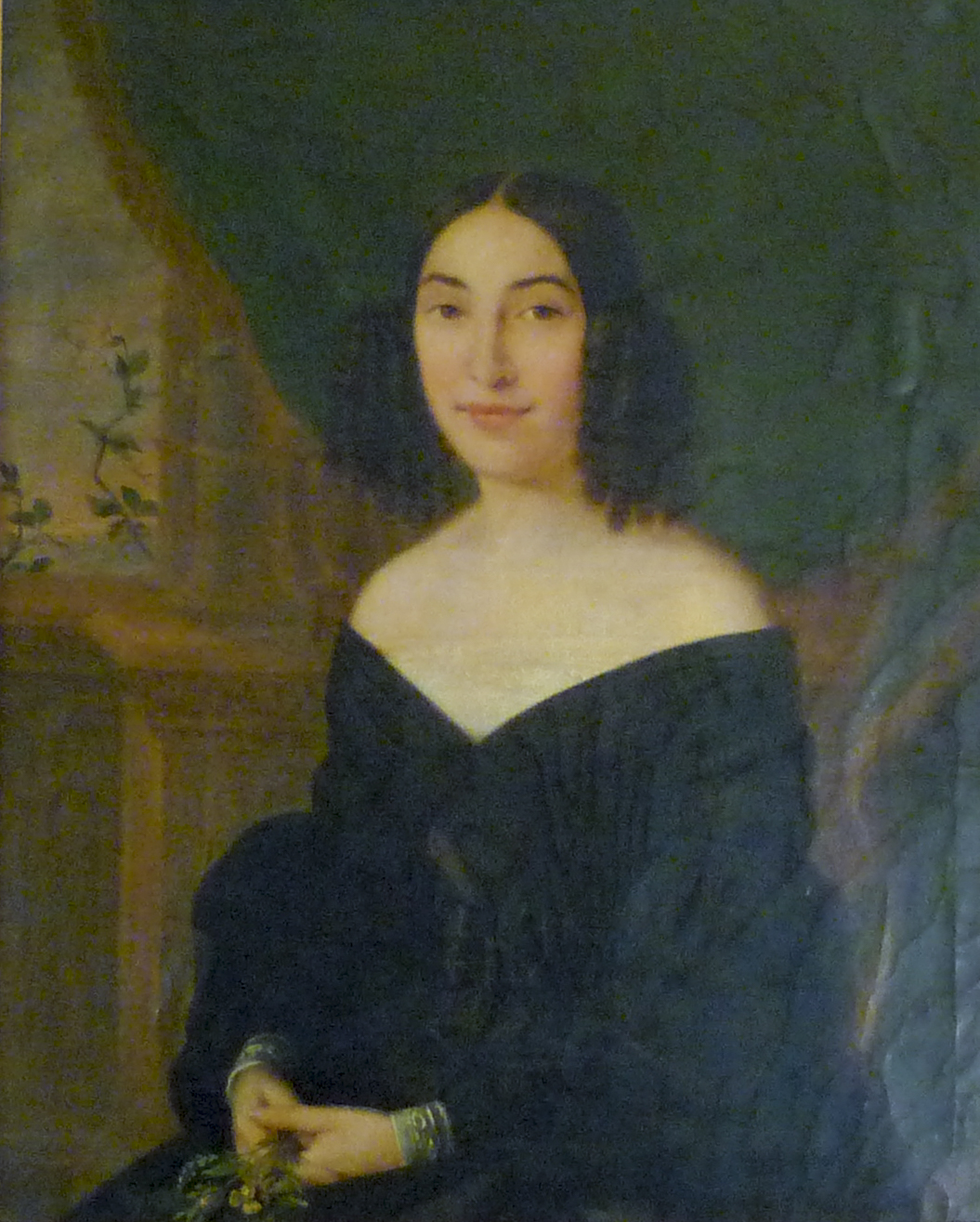
Hortense Poelaert (1815-1900), épouse d'Eugène van Dievoet (1804-1858), sœur de l'architecte Joseph Poelaert (portrait par Ignace Brice, 1840)[96].
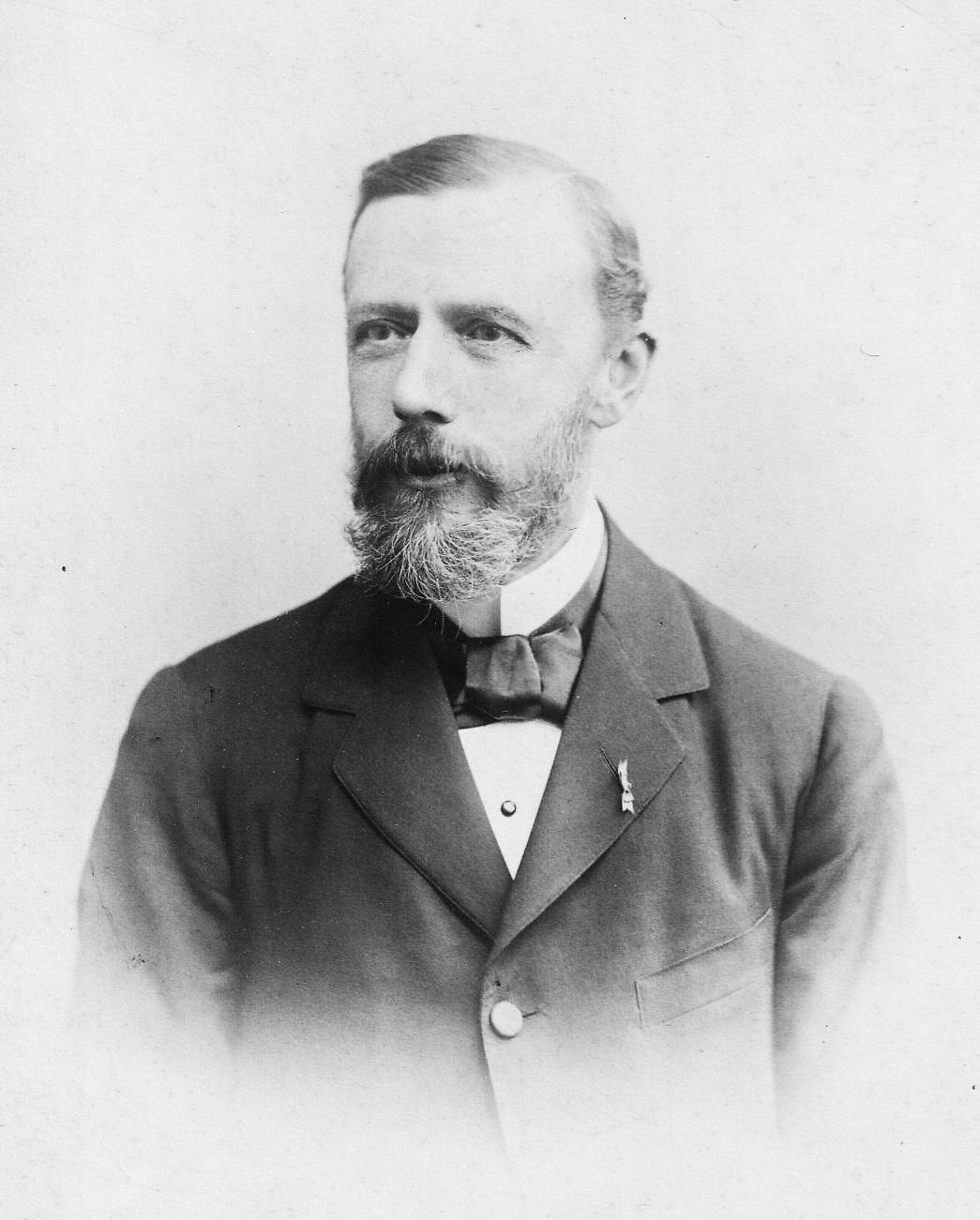
Jules van Dievoet (1844-1917), avocat à la cour de cassation, époux de Marguerite Anspach (1852-1934).
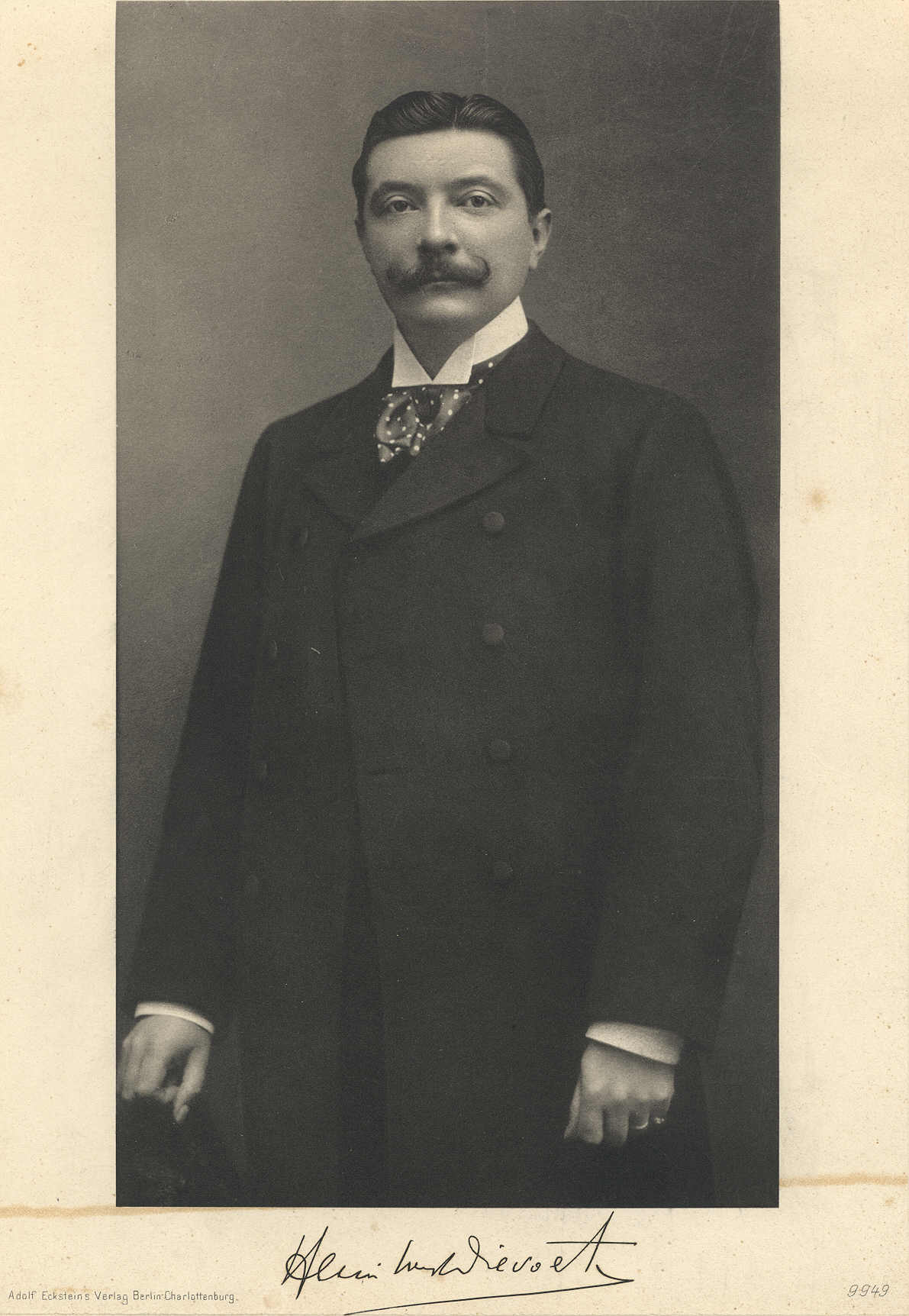
Henri van Dievoet (1869-1931), architecte, époux d'Eugénie Masson (1872-1943).

## Généalogie simplifiée
Cet arbre généalogique est incomplet et sert à situer les liens familiaux existant entre les personnes citées dans cet article et dans les articles connexes.
- Gilles Van Dievoet († avant 1672) x en premières noces, Catherine Slachmeulder et en secondes noces, Gertrude Zeevaert. Il eut de sa première épouse Catherine Slachmeulder :
  - Philippe Van Dievoet dit Vandive (1654-1738) x Anne Martinot
    - Famille Vandive
- Gilles Van Dievoet eut de sa seconde épouse Gertrude Zeevaert :
  - Pierre Van Dievoet (1661–1729), sculpteur, x Dorothée de Witte
  - Jean-Baptiste Van Dievoet I (1663–1751), négociant en vins, marguilier de Sainte-Gudule, doyen de la corporation des tonneliers en 1703, x Anne Vander Borcht
    - Jean-Baptiste Van Dievoet II (1704–1776), négociant en vins, doyen de la corporation des marchands de vin en 1742 et 1756 x Élisabeth van der Meulen
      - Jean-Baptiste Van Dievoet III (1747–1821), négociant en vins, franc-maçon membre de la loge "la Constance de l'Union" x Anne-Marie Lambrechts
        - Jean-Baptiste Van Dievoet IV (1775–1862), JUL x Catherine-Jeanne Cuerens
          - Hortense Van Dievoet (1804-1854) x Ignace Brice (1795-1866), artiste-peintre.

        - Jean-Louis Van Dievoet (1777–1854) x Jeanne Wittouck
          - Auguste Van Dievoet (1803–1865) x Antoinette Coniart
            - Jules Van Dievoet (1844–1917) x Marguerite Anspach
              - Jules Édouard Van Dievoet (1878–1941) x Marguerite Leclercq

          - Eugène Van Dievoet I (1804–1858) x Hortense Poelaert
            - Ernest Jean-Louis Van Dievoet (1835—1903) x Léonie Joséphine Françoise Most
              - Eugène Van Dievoet II (1862—1937) x Léonie Quarez

            - Léon Philippe Van Dievoet (1838–1908) x Hermine Straatman
              - Henri Van Dievoet (1869–1931), architecte, x Eugénie Masson
                - Paul Van Dievoet (1896–1947), architecte.
                - Germaine Van Dievoet (1899–1990) x Willy Dessecker (1901-1996)

              - Gabriel Van Dievoet (1875–1934) x Alice Demets (1878-1945)
                - Léon Van Dievoet II (1907–1993), architecte, x Madeleine Vande Weyer (1916-2000)

            - Camille Van Dievoet (1842–1931) x Lucie Sancke
              - Albert Van Dievoet (1886–1980) x Anne François

## Héraldique
Les armes parlantes des Van Dievoet furent reconnues dans l'attestation d'armoiries familiales que le 14 octobre 1698, Jean-Baptiste van Dievoet, époux d'Anne van der Borcht, se fit délivrer par Joseph van den Leene, premier roi d'armes des Pays-Bas et du duché de Bourgogne, dit Toison d'Or. Elles furent ensuite reconnues par le conseil d'héraldique et de vexillologie,. Selon l'armorial de la Gilde drapière, le sculpteur Pierre van Dievoet, frère de Jean-Baptiste ci-dessus, portait une variante des armes familiales où l'écusson en cœur est un parti de gueules et d'or à la bordure de l'un en l'autre. Comme il n'eut n'eut pas de descendance aucun Van Dievoet ne les porte aujourd'hui.

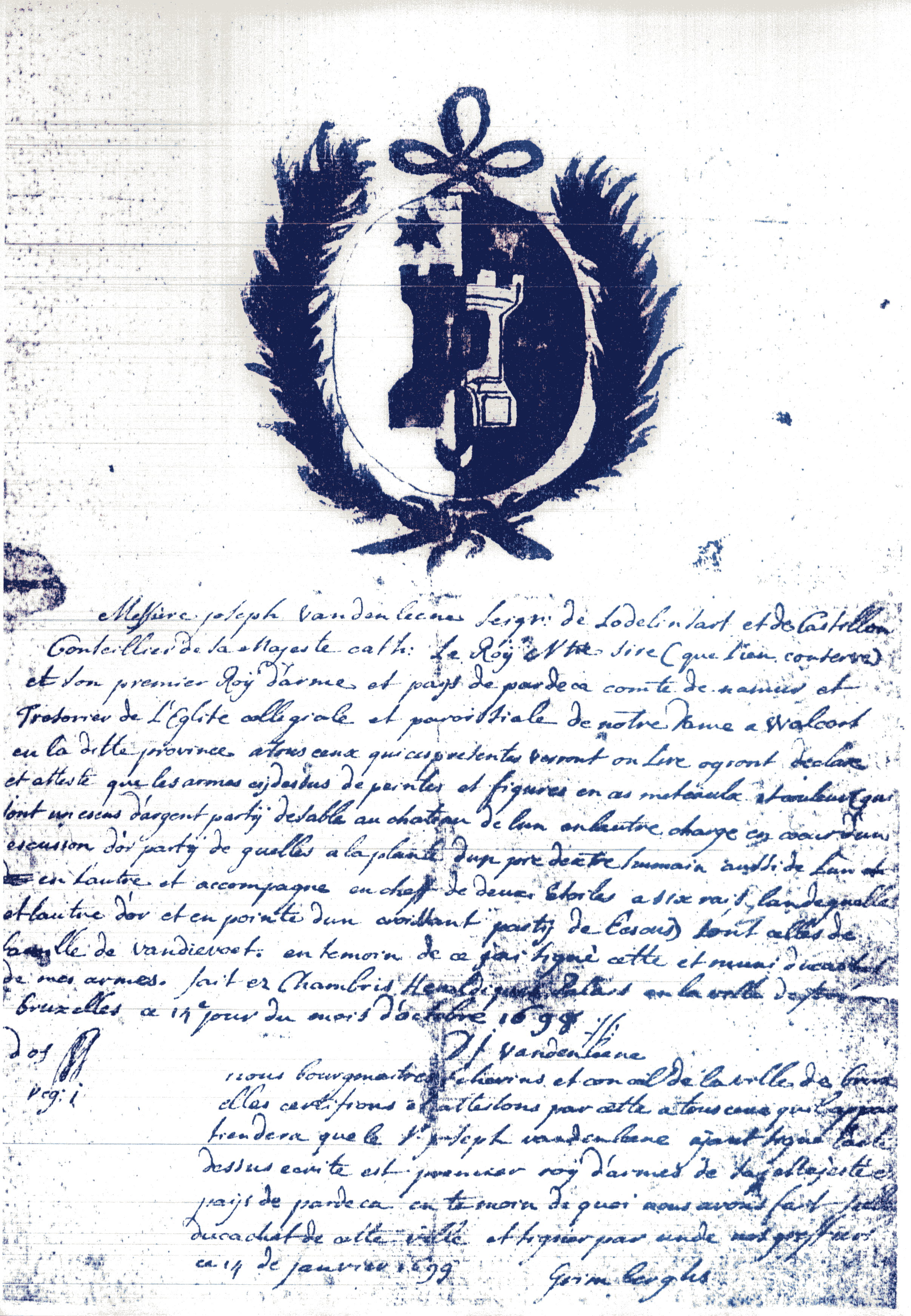
Certificat d'armoiries familiales délivrées à Jean-Baptiste Van Dievoet (1663-1751), époux d'Anne van der Borcht, le 14 octobre 1698, par le Roi d'armes du Duché de Brabant Joseph Van den Leene (1654-1742).
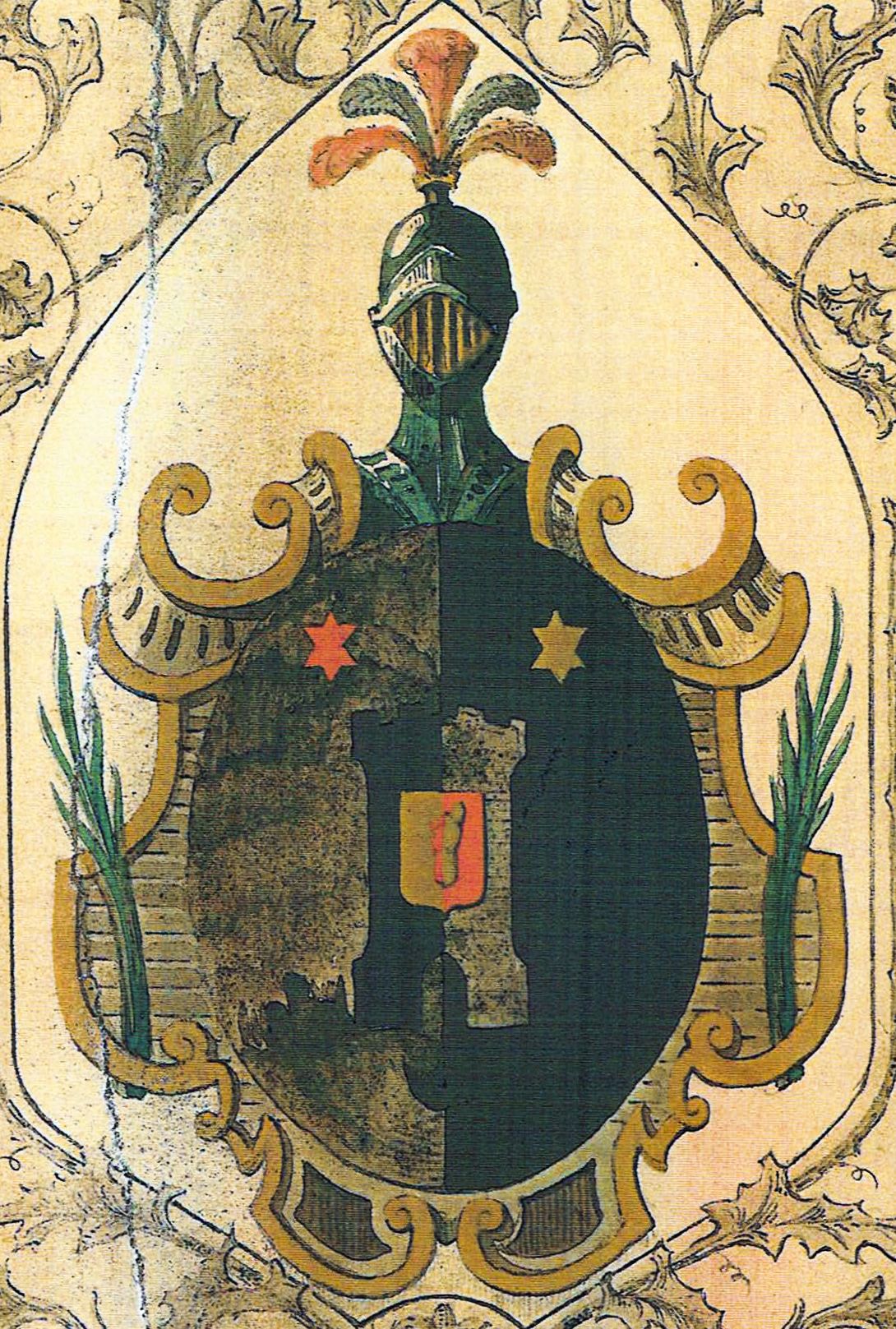
Armoiries van Dievoet, sur un cartouche, avec heaume taré de face, cinq plumes d'autruche comme cimier et deux palmes comme supports, gouache, vers 1850, de style troubadour.
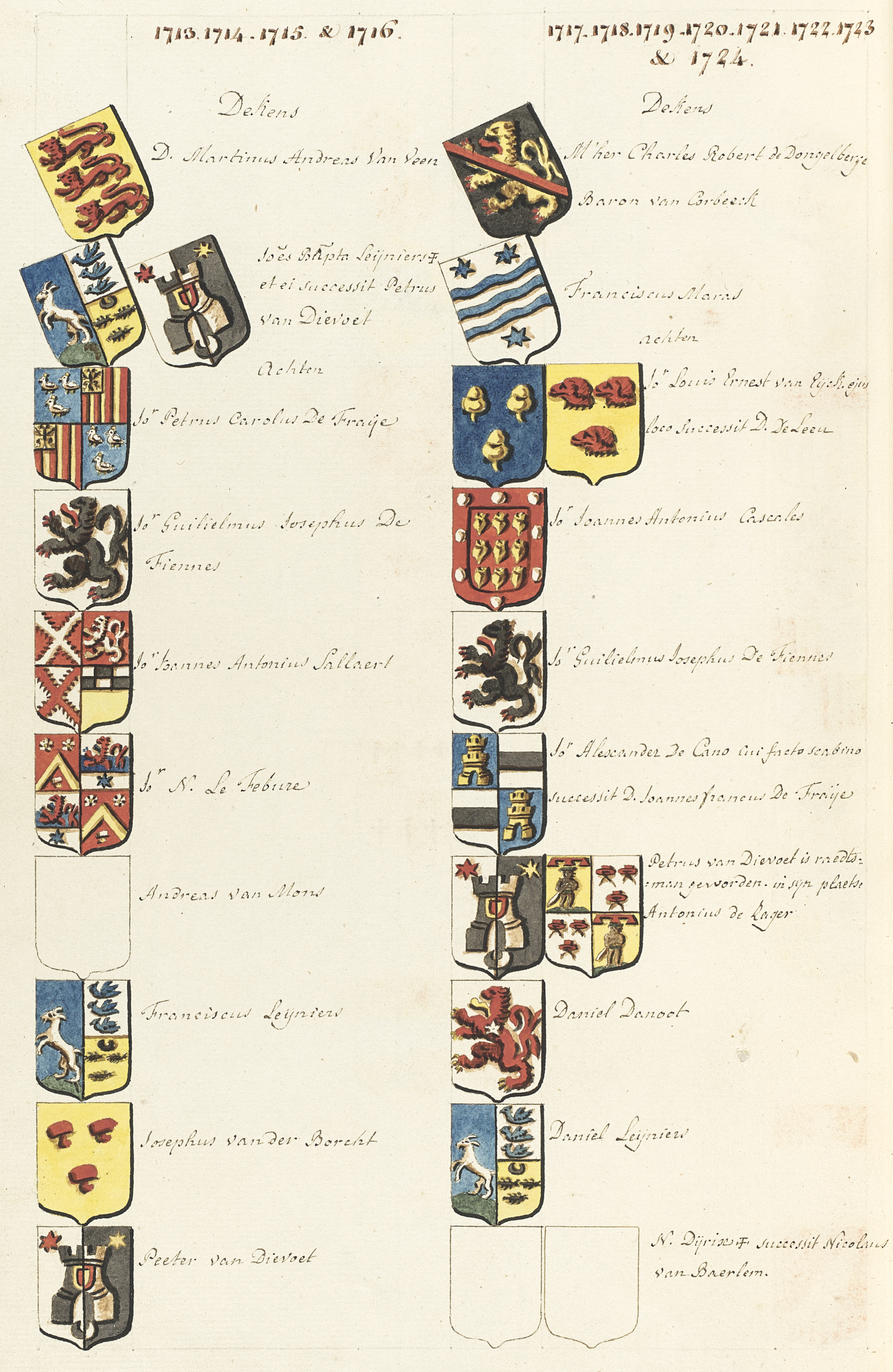
Armorial de la Gilde Drapière[110], sur lequel figurent les armes du sculpteur Pierre van Dievoet, octovir puis doyen du Tribunal de la draperie, puis conseiller de la ville de Bruxelles.

### Armorial
| Figure | Porteur             | Blasonnement |
| ------ | ------------------- | --- |
|        | Famille Van Dievoet | Parti d'argent et de sable, à la tour ouverte du champ, crénelée de quatre pièces de l'un en l'autre, chargée en cœur d'un écusson parti d’or et de gueules, à la plante d'un pied dextre humain, aussi de l'un en l'autre, la tour étant accompagnée en chef de deux étoiles à six rais, à dextre de gueules, à sénestre d'or et en pointe d'un croissant de l'un en l'autre,; l'écu surmonté d'un heaume d'argent, grillé, colleté et liseré d'or, doublé et attaché de gueules, aux bourrelet et lambrequins de sable et d'argent. Cimier : un dragon issant de sable armé et langué de gueules Devise : pes meus in directo, en lettres de sable sur un listel d'argent. |
|        | Pierre Van Dievoet  | Parti d'argent et de sable, à la tour ouverte du champ de l'un en l'autre, chargée en cœur d'un écusson parti de gueules et d’or à la bordure de l’un en l’autre, la tour étant accompagnée en chef de deux étoiles à six rais, à dextre de gueules, à sénestre d'or et en pointe d'un croissant de l'un en l'autre. |

## Alliances
L'on peut relever les alliances suivantes :
XVIIe siècle
van der Borcht (1696) ;
Godo (1673) ;
Martinot ;
Slachmeulder (1650) ;
De Smet (1700) ;
Zeevaert (1660) ;
de Witte (1697).
XVIIIe siècle
André (1709) ;
Annemans (1798) ;
Beau de la Passutière (1718) ;
van der Biestraete (1709) ;
Bodesse (1746) ;
van der Borcht (1766) ;
Bougier ;
Clément (1732) ;
David (1718) ;
de La Haye (1711) ;
Lambrechts (1774) ;
Lepape (1730) ;
Le Prieur (1705) ;
Leyniers (1780) ;
Lopinot (1717) ;
Meskens (1775) ;
van der Meulen (1739) ;
Musschebroeck (1776) ;
Peyrard (1718) ;
Pralard (1717) ;
van den Velde (1727) ;
van den Velden (1784).
XIXe siècle
Aerts (1820) ;
Anspach (1874) ;
Braeckmans (1851) ;
Brice (1825) ;
Buschbeck-Von Döring ;
Chevalier ;
Cochet (1802) ;
Coniart (1839) ;
Cuerens (1804) ;
van Dyck (1861) ;
van de Gejuchte (1872) ;
Hendrickx (1838) ;
Jaqué (1826) ;
Jonskin ;
Leyniers (1803) ;
Leyniers (1813) ;
Masson (1894) ;
van Meeuwen (1822) ;
Most (1861) ;
De Pauw (1831) ;
Pecher (1866) ;
Peleman (1838) ;
Poelaert (1834) ;
Quarez (1896) ;
Sancke (1874) ;
Straatman (1867) ;
Wittouck (1803).
XXe siècle
Beauclercq (1941) ;
Borèque ;
Braem(t) (1954) ;
van den Bulcke (1931) ;
Demets (1905) ;
Descampe ;
Dessecker (1937) ;
Dulait (1949) ;
della Faille d'Huysse ;
Farkas (1963) ;
Froment (1936) ;
Gachassin-Lafite d’Orthez (1905) ;
François (1923) ;
Goossens ;
Guinotte (1924) ;
Helbig de Balzac (1965) ;
Herz (1902) ;
van Innis ;
Jaumoulle ;
Lechat ;
Leclercq (1903) ;
Mathieu (1920) ;
Morand (1939) ;
Mund (1935) ;
Muron ;
Parot (1974) ;
de Potter d’Indoye ;
van Reysschoot ;
Sépulchre ;
Serruys (1938) ;
Sgaramella ;
Termote ;
Tinchant ;
Vande Weyer (1943).